# Tylonereis heterochaeta
Tylonereis heterochaeta är en ringmaskart som beskrevs av Tan och Chou 1994. Tylonereis heterochaeta ingår i släktet Tylonereis och familjen Nereididae. Inga underarter finns listade i Catalogue of Life.